# Ramón Molina Navarrete
Ramón Molina Navarrete (Úbeda, Jaén, 1951). Maestro, poeta, escritor y dramaturgo español. 

## Trayectoria
Su actividad profesional como maestro comenzó en las Escuelas SAFA de Villanueva del Arzobispo. En 1980 se trasladó al Colegio Público Juan Pasquau de Úbeda, del que fue director durante doce años. De ahí pasó a impartir clases de Geografía e Historia en el Instituto de Secundaria Los Cerros, de la misma ciudad. En 2009 se trasladó a Jaén, al C.E.I.P. Cándido Nogales, donde permaneció hasta su jubilación en septiembre de 2011. 
Entre sus distinciones, destaca el ser Académico de la Academia Bibliográfico Mariana Virgen de la Capilla; miembro de la Asociación de Escritores y Artistas de España, y de la Sociedad General de Autores. Socio de Honor de la Casa de Úbeda en Madrid. Es director del Grupo de Teatro Maranatha y lo fue también del Grupo Santa Cena. Botijero de Honor de la Ciudad de Dueñas y Comendador de la Orden Literaria Francisco de Quevedo. Ha sido Cronista Oficial de la Cofradía de la Virgen de Guadalupe, Patrona de Úbeda, y fundador, en 1981, de la Revista Cultural IBIUT; revista que ha dirigido desde su primer número hasta el último, publicado en octubre de 2011. En la actualidad es también Presidente de la Asociación Socio-Cultural Maranatha, distinguida con la Medalla de Plata de la Ciudad de Úbeda en 2001. El 5 de diciembre recibió el título de Hijo Predilecto de Úbeda. 
Artista de inspiración cristiana. Gran parte de su obra se centra en fomentar los valores del Evangelio, especialmente desde la recreación teatral de la obra Maranatha, basada en la vida, pasión, muerte y resurrección de Cristo, estrenada el 27 de marzo de 1982, y que desde entonces se ha representado en Úbeda y posteriormente en Jaén a lo largo del tiempo de Cuaresma, y en la que, ininterrumpidamente, durante veinticinco años, ha representado también el personaje de Jesús de Nazaret. Dicha obra se complementó con Natividad, estrenada en el Teatro Sagrada Familia de Úbeda, el 5 de diciembre de 1998, y con Resurrexit, estrenada en el Teatro Infanta Leonor de la capital del Santo Reino, el 12 de abril de 2009. Así se completa una trilogía teatral acerca de la figura de Cristo muy valorada por crítica y público, que asiste a las representaciones desde distintas comunidades, y cuyos beneficios en su mayor parte se destinan a obras sociales. 
Destaca también como rapsoda, conferenciante y pregonero. Ha realizado gran cantidad de recitales, conferencias y presentaciones, y ha pronunciado más de sesenta pregones en diversas localidades de España. El texto de su pregón de la Semana Santa de Úbeda el 26 de marzo de 1983, sirvió para que el compositor Jesús Romo Raventós compusiera el Retablo de la Pasión. Úbeda canta, composición coral que desde su estreno, en el Teatro Ideal Cinema el 18 de abril de 1987,se canta en vísperas de Semana Santa. 
Autor de numerosos libros y publicaciones, ha colaborado con artículos, relatos, trabajos de investigación histórica y comentarios en diversos periódicos, revistas y emisoras de radio. Ha puesto letra a diferentes himnos. Es autor además de otras obras de teatro, tanto de carácter infantil como de mayores, muchas de ellas representadas por el Grupo de Teatro Maranatha, que él mismo dirige, por toda la geografía española, Argentina e Italia, donde fueron recibidos, en este caso tras representar en Roma la obra Liberación, basada en la vida del reformador de la Orden Trinitaria San Juan Bautista de la Concepción, en audiencia privada, por Su Santidad Juan Pablo II.
Igualmente cabe destacar sus trabajos y poemas relacionados con San Juan de la Cruz, a quien le dedicó su obra teatral Una llama que no cesa, estrenada el 19 de octubre de 1991, con motivo del IV Centenario de la muerte de Santo Carmelita en Úbeda. También, con motivo del V Centenario del Nacimiento de Santa Teresa de Jesús, escribió, dirigió y representó por diferentes lugares de la geografía española la obra El poder de la oración.
En los últimos años ha venido representando con el Grupo de Teatro Maranatha, por pueblos y ciudades de España, con fines sociales, las obras, de la que es autor y director, Malos tratos, con la que pretenden colaborar en la lucha contra el maltrato a la mujer, y Amor sin tiempo, estrenada el 17 de diciembre de 2016, en el Teatro Regio de Villanueva del Arzobispo, como un canto al amor y la amistad.
También ha escrito dos "Encuentros espirituales". El primero dedicado a Santa Teresa de Jesús y el segundo a San Juan de la Cruz, representados en Sabiote el 14 de octubre y el 13 de diciembre de 2024 respectivamente, en colaboración con el Coro San Marcos de la Villa. 

## Obra

### Obras publicadas
- La voz de mi silencio. 1981
- La Virgen de Guadalupe: seis siglos de amor. 1981.
- Doble evocación del alma. 1982
- Haciendo patria. 1984
- Poemas a Vida, Muerte y Esperanza. 1984
- Pregón Sanjuanista. 1984
- Paraíso perdido. 1985
- Del corazón al hombre. 1985
- Las Siervas de María. Flores del jardín del Amor. 1987 (Traducido al italiano y portugués)
- Retablo de la Pasión. Úbeda canta. 1987
- Sol radiante. 1987
- Blanco amanecer. 1989
- Viva presencia. 1989
- Pregón a la Virgen de Guadalupe. 1993
- Cárcel de mujeres. 1994
- En torno a la mesa del Señor. 1994
- Álbum de fotos. 1994
- Recital de poemas. 1994
- Pregón Hosanna. 1996
- Tiempo de inocencia. 1999
- Liberación. 1999
- Pregón XXX Aniversario llegada Virgen de Guadalupe a la ciudad de Sevilla. 2000
- Obra teatral (Incluye las obras: Maranatha, Una llama que no cesa, Natividad, Liberación y Úbeda: Dama de sueños). 2001
- El afortunado. 2002
- Pregón conmemorativo 425 aniversario fundación de la Cofradía de Jesús Nazareno. 2002
- Pregón de la Semana Santa de Torredelcampo. 2004
- El silbo de los aires. 2004
- Al encuentro de la felicidad. 2005
- Testigo de la locura. 2006
- Canto para un pregón de Romería. 2006
- III Exaltación del Corpus Christi. 2006
- Úbeda en Poesía. 2008
- Pregón Semana Santa de Jaén. 2009
- Resurrexit. 2009
- Poemas para el concierto de la Pasión, Muerte y Resurrección de Cristo.2013
- Malos tratos. 2014
- El poder de la oración. 2014
- Amor sin tiempo. 2016
- Entre el Tiempo y la Esperanza. 2018
- Dejad que los niños se acerquen a mí. Poesía para niños. 2020
- Vamos de vuelo. Con dibujos de Pedro Lorite García. 2022
- Sonetos de Pasión y Gloria. Con fotografías de Diego Godoy Cejudo. 2024
- Discurso pronunciado con motivo del nombramiento de Hijo Predilecto de la ciudad de Úbeda y doce poemas íntimos". 2024
- Pregón de Glorias a la Virgen del Carmen. 2025

### Obras de teatro representadas
- Padres e hijos (13-06-1979)
- Nacer de nuevo (1980)
- Maranatha (27-03-1982)
- Úbeda: Dama de Sueños (29-12-1984)
- Una llama que no cesa (19-10-1991)
- Luz de libertad (29-05-1994)
- Natividad (05-12-1998)
- Liberación (12-02-1999)
- El afortunado (05-04-2002)
- La escuela (04-05-2006)
- Resurrexit (12-04-2009)
- Eufrasio, un mártir por amor (09-05-2014)
- Malos tratos (25-06-2014)
- El poder de la oración (18-10-2014)
- Amor sin tiempo (17-12-2016)
- Terapia de parejas (19-12-2024)

### Obras de teatro representadas de carácter infantil
- El cobarde  (1972)
- Escuela para todos (1977)
- El mago (1978)
- La bola plateada (1981)
- Sor Mónica toda de Jesús (1986)
- Han raptado el Niño Jesús (1987)
- Una Navidad sin su estrella (1988)
- La verdadera Navidad (1990)
- La familia generosa (2009)
- El vendedor de libros (2010)
- Símbolos de Navidad (2010)
- Homenaje a los que nos quieren (2011)

### Obras de teatro no representadas
- El mayor de los milagros.
- La oscura soledad.
- Crucifixión.
- Carta para un poeta.
- Ariadna de Atenas.
- El rostro tatuado.
- Tarde de citas.

### Antologías de las que ha formado parte
- Clarín de Poesía.
- Club Internacional de Escritores.
- Quince poetas de España.
- Rincón Poético Juan de Yepes.
- Antología Poética sobre San Juan de la Cruz.
- Homenaje a Rafael Alfaro.
- Tríptico Jubilar: Padre, Hijo, Espíritu Santo, Virgen María y Eucaristía.
- El Dios del Mediodía.
- Tiempo de Pasión y Poesía. (Sonetos de Semana Santa)
- Poesía Solidaria. Antología de poetas andaluces de Jaén.
- Huella y silencio. Antología. Encinas Reales.
- Poesía Taurina Jaenera. Estudio y selección Guillermo Sena Medina.
- Frente a ti María. Fe viva de Jaén.

## Premios
- 1º Premio en prosa. Concursos Patronales 9.ª Región Militar. Granada, 1973.
- 1º Premio en verso. Concursos Patronales 9.ª Región Militar. Granada, 1973.
- 1º Premio en prosa. Villanueva del Arzobispo (Jaén), 1978.
- 1º Premio en verso. Villanueva del Arzobispo (Jaén), 1978.
- 1º Premio en verso. Villanueva del Arzobispo (Jaén), 1979.
- Premio Doce leones. Úbeda (Jaén), 1981.
- 1º Premio Certamen de Poesía en Alcaudete (Jaén).
- Premio Ibáñez Fantoni. Revista Gavellar. Madrid, 1981.
- Premio de Investigación VI Centenario Virgen de Guadalupe. Madrid, 1981.
- Accésit Premio Otoño de Teatro. Sindicato de Escritores. Málaga, 1981.
- Accésit al Premio Ejército de Poesía. Madrid, 1981.
- Premio Casa de la Cultura. Torredonjimeno (Jaén), 1983.
- 1º Accésit Premio Internacional Jaén de Poesía, 1984.
- 1º Premio Poesía Fiestas Jimena de la Frontera (Cádiz), 1984.
- 1º Premio en prosa Corpus de Villacarrillo. Villacarrillo (Jaén), 1982.
- 1º Premio en verso Corpus de Villacarrillo. Villacarrillo (Jaén), 1981.
- 1º Premio Bodas de Diamante. Corpus de Arjonilla (Jaén).
- Premio Otoño de Poesía al libro Poemas a Vida, Muerte y Esperanza. Sindicato de Escritores de Málaga.
- Flor de Oro en los VIII Juegos Florales de Andalucía. Málaga, 1985.
- 1º Premio Nacional a la Virgen María. Alcalá la Real (Jaén).
- 1º Premio Nacional de Poesía Navideña de Avilés (Asturias).
- 1º Premio Nacional Mare de Deu del Lledó, Castellón, 1987.
- 1º Premio Nacional Aguasol. Albacete, 1988.
- 2º Premio en Poesía Villa de Torreperogil (Jaén), 1988.
- 1º Premio en Prosa Villa de Torreperogil (Jaén), 1988.
- 1º Premio Semana Santa de Linares (Jaén), 1989.
- 1º Premio de Narrativa FECAPA. Jaén.
- 1º Premio de Poesía Enrique Ferrán. Revista El Ciervo. Barcelona.
- Accésit San Lesmes Abad. Burgos, 1989.
- Premio Poesía Villa de Mancha Real (Jaén), 1990.
- Premio Antonio Machado. Jaén, 1991.
- 1º Premio XXX Certamen de Poesía Alhama de Granada (Granada), 1991.
- Premio Federico García Lorca. Granada, 1991.
- Premio Cruz de Piedra. Huétor Vega (Granada), 1991.
- Premio Auxilia. Sevilla, 1992.
- 1º Premio Casa de Andalucía en Leganés (Madrid), 1993.
- Premio Oliva de Oro. Málaga, 1993.
- Premio Villa de Peligros (Granada), 1994.
- 2º Premio en Prosa XVIII Certamen Literario Castillejo. Pinos Puente (Granada), 1994.
- Premio Dolores Ibárruri. Andújar (Jaén), 1994.
- Accésit Premio Nacional Buscando el Camino. Peñaranda de Bracamonte (Salamanca), 1995.
- Premio Ánfora de Plata. Casa de Melilla en Málaga, 1995.
- Premio Rafael Alberti. Prat de Llobregat (Barcelona), 1996.
- 2º Premio de Poesía Vinos de La Mancha. Alcázar de San Juan, 1996.
- Premio Azahar. Conil (Cádiz), 1996.
- Premio Nacional de Poesía Corpus de Villacarrillo (Jaén), 1997.
- 1º Premio XXIX Certamen Nacional de Poesía La Solana (Ciudad Real), 1997.
- Accésit Espiga de Bronce Romanillos de Medinaceli (Soria), 1999.
- 1º Premio Certamen Nacional Relatos de Mujer. Bailén (Jaén), 2000.
- Premio Internacional La Mancha de la Orden Literaria Francisco de Quevedo. Villanueva de los Infantes (Ciudad Real), 2000.
- 1º Premio Nacional Cruz Roja. Villarrobledo (Albacete), 2002.
- 1º Premio Jorge Manrique. Segura de Sierra (Jaén), 2003.
- 1º Premio Al-Ándalus. Burgos, 2003.
- Premio de Poesía La Peñuela. La Carolina (Jaén), 2004.
- Flor Natural. Rota (Cádiz), 2005.
- Botijo de Oro Justas Poéticas Ciudad de Dueñas (Palencia), 2006.
- 1º Premio XXXV Justas Poéticas Castellanas. Aranda de Duero (Burgos), 2006.
- 1º Premio Amanecer de Poesía. Barcelona, 2007.
- Premio Chache a la Cultura. Úbeda (Jaén), 2007.
- 2º Premio de Poesía Rafael Alberti. Prat de Llobregat (Barcelona), 2007.
- 1º Premio Nacional de Poesía Exaltación y Alabanza Virgen del Socorro. Tíjola (Almería), 2013.
- Premio Nacional de Poesía Ciudad de Bailén. Bailén (Jaén), 2013.
- Premio Nacional Concurso de Poesía Navideña Leopoldo Guzmán Álvarez. Alanís (Sevilla), 2013.
- Premio Nacional de Poesía Ayuntamiento de Motril, 2014.
- Premio Nacional de Poesía "Villa de Montefrío", 2014.
- Premio Nacional de Poesía "Día Internacional de la Mujer". Talavera de la Reina (Toledo), 2015.
- Premio Nacional de Poesía "Para enamorar". Guijuelo (Salamanca), 2015.
- Premio Nacional de Poesía "Piropos a la Virgen del Romeral". Binéfar (Huesca), 2015.
- 2º Premio de Poesía Eucarística. Lugo, 2015.
- Flor Natural Juegos Florales en honor a la Santísima Vera Cruz. Sevilla, 2015.
- 3º Premio Nacional de Poesía "Villa de Castellar de Santiago". (Ciudad Real), 2015.
- 2º Premio Concurso de Poesía "Doña Luz". Doña Mencía (Córdoba), 2015.
- Accésit Premio de Poesía "Ciudad de Tomelloso". (Ciudad Real), 2015.
- 3º Premio Internacional de Poesía "Rey Felipe VI". Palma de Mallorca, 2016.
- Premio Nacional de Poesía "Ciudad de Arahal". (Sevilla), 2016.
- Premio Internacional de Poesía Dulcinea. Barcelona, 2016.
- Premio Nacional de Poesía Certamen Literario de Bargas. (Toledo), 2016.
- Premio Nacional de Poesía AMUMA, "Cáncer de mujer". Ciudad Real, 2016.
- Finalista I Certamen de Poesía Feria del Libro. Los Palacios y Villafranca (Sevilla), 2018.
- 1º Premio Certamen de Poesía "El último templario del Bierzo, el Señor de Bembibre". Bembibre (León), 2018.
- 1º Premio Concurso Público de Poemas y Coplas "Corazones de Tejina". Tejina (Tenerife), 2018.
- 1º Premio Certamen Literario Fiestas Virgen de Yecla. Yecla (Murcia), 2018.
- Flor Natural Certamen Literario en honor a la Virgen de la Merced. Lleida, 2018.
- Premio Nacional "María Fonellosa". Benicasim (Castellón de la Plana), 2019.
- Finalista Certamen Nacional de Poesía Infantil Charo González. La Bañeza (León), 2021.
- Primer Premio de Poesía "Mujer y Literatura". Vícar (Almería), 2021.
- Premio Internacional de Poesía Villa de La Roda. (Albacete), 2021.
- 1º Accésit Certamen Internacional Rima Julia. Alicante, 2025.

## Pregones pronunciados
- Pregón del Ubetense en Sevilla. Sevilla, 1981.
- Pregón Ntra. Señora de la Estrella. Navas de San Juan (Jaén), 1982.
- Pregón Semana Santa de Úbeda. Úbeda (Jaén), 1983.
- Pregón IV Centenario de la Muerte de Santa Teresa. Úbeda (Jaén), 1984.
- Pregón de la Semana Sanjuanista. Úbeda (Jaén), 1984.
- Pregón de la Semana Santa de Beas. Beas de Segura (Jaén).
- Pregón IV Centenario de las Clarisas de Baeza. Baeza (Jaén).
- Pregón del Costalero de Jaén.
- Pregón Virgen de la Capilla. Jaén, 1985.
- Pregón XXV Aniversario Parroquia Cristo Rey de Andújar (Jaén), 1985.
- Pregón del Costalero de Úbeda. 1986.
- Pregón de la Semana Santa de Villanueva del Arzobispo (Jaén), 1986.
- Pregón Fiestas de Iznatoraf (Jaén), 1987.
- Pregón Casa de Jaén en Granada. Granada, 1987.
- Pregón Semana Santa de Villacarrillo (Jaén), 1988.
- Pregón Virgen de los Remedios de Ibros (Jaén), 1988.
- Pregón del Corpus de Úbeda (Jaén), 1988.
- Pregón Semana Santa de Orcera (Jaén), 1989.
- Pregón Feria y Fiestas de Úbeda (Jaén), 1989.
- Pregón Inmaculada. Trinitarias de Andújar (Jaén), 1989.
- Pregón Semana Santa de Torreperogil (Jaén), 1990.
- Pregón Virgen de la Consolación. Castellar (Jaén), 1990.
- Pregón Fiesta de la Espiga. Beas de Segura (Jaén), 1990.
- Pregón Semana Santa de Sabiote (Jaén), 1992.
- Pregón Romería Virgen de Guadalupe. Úbeda (Jaén), 1993.
- Pregón Virgen de Tíscar. Quesada (Jaén), 1993.
- Pregón Semana Santa de Benacazón (Sevilla), 1994.
- Pregón Corpus de Úbeda (Jaén), 1994.
- Pregón Corpus de Baeza (Jaén), 1994.
- Pregón XXV Aniversario Parroquia de San Eufrasio. Jaén, 1995.
- Pregón Semana Santa de Torreperogil (Jaén), 1995.
- Pregón Fiesta de la Espiga. Sabiote (Jaén), 1995.
- Pregón Hosanna. Jaén, 1996.
- Pregón Semana Santa Cabra de Santo Cristo (Jaén), 1996.
- Pregón Semana Santa de Arjona (Jaén), 1998.
- Pregón Virgen de Guadalupe. Sevilla, 2000.
- Pregón Semana Santa Pozo Alcón (Jaén), 2001.
- Pregón 425 Aniversario Fundación Cofradía de Jesús Nazareno, 2002.
- Pregón Semana Santa de Andújar (Jaén), 2002.
- Exaltación Cristo de la Buena Muerte y Virgen de la Amargura. Rus (Jaén), 2003.
- VIII Pregón Soledad. Jaén, 2003.
- Pregón Semana Santa Casa de Jaén en Sevilla. Sevilla, 2003.
- Pregón taurino Úbeda (Jaén), 2003.
- Cántico para un encuentro fraterno de Cofradías y Hermandades Trinitarias. Úbeda (Jaén), 2004.
- Exaltación a Andalucía. Burgos, 2004.
- Pregón Semana Santa de Torredelcampo (Jaén), 2004.
- Pregón Semana Santa de Pegalajar (Jaén), 2005.
- I Pregón Jesús Nazareno. Sabiote (Jaén), 2006.
- I Pregón Santa Cena de Jaén, 2006.
- Pregón Romería Virgen de Guadalupe, 625 Aniversario. Úbeda (Jaén), 2006.
- III Exaltación Corpus Christi. Jaén, 2006.
- Pregón Navidad Baeza (Jaén), 2006
- Pregón Semana Santa de La Carolina (Jaén), 2007.
- Los siete dolores de la Virgen. Daimiel (Ciudad Real), 2008.
- Pregón Semana Santa de Jaén, 2009.
- Pregón Feria y Fiestas de Sabiote (Jaén), 2009.
- Pregón Virgen del Rocío. Las Gabias (Granada), 2010.
- Pregón en Honor de Santa Catalina. Jaén, 2010.
- Pregón Virgen de la Cabeza. Jaén, 2011.
- Pregón Exaltación Eucarística, 125 Aniversario de la Adoración Nocturna de Baeza (Jaén), 2011.
- Pregón en Honor de San Juan de la Cruz. La Carolina (Jaén), 2011.
- Pregón Cofradía Piedad y Estrella de Jaén, 2012.
- Pregón Exaltación en honor a la Virgen de la Capilla (compartido con José R. Molina Hurtado). Jaén, 2012.
- Pregón Corpus de Villacarrillo (Jaén), 2012.
- Pregón V Vivencias Cofrades, María Desolada. Daimiel (Ciudad Real), 2013.
- Pregón Día de Andalucía. Prat de Llobregat (Barcelona), 2013.
- Ponencia I Encuentro Eucarístico y Mariano Hermandades Sacramentales y de la Esperanza. Jaén, 2013.
- Pregón en honor de San Eufrasio, Patrón de Andújar y de la Diócesis de Jaén. Andújar, 2014.
- Pregón en Honor de Ntra. Sra. de las Mercedes en las Fiestas de su Coronación Canónica Pontificia. Alcalá la Real, 2014.
- Pregón V Centenario del Nacimiento de Santa Teresa de Jesús. Úbeda (Jaén), 2014.
- Pregón Yacente y Soledad. Jaén, 2015.
- Pregón 475 Aniversario Hermandad de la Vera Cruz. Jaén, 2015.
- Pregón V Centenario de la venida de la Virgen de la Misericordia a Torreperogil. Torreperogil (Jaén), 2015.
- Exaltación a María Santísima Madre de Dios en su Limpia, Pura e Inmaculada Concepción. Baeza, 2015.
- Primer Pregón Extraordinario de Navidad. Jaén, 2015.
- Exaltación Mariana a Nuestra Señora de la Divina Providencia. Almería, 2016.
- Pregón-exaltación "Sagrada Lanzada y Reina de los Ángeles". Jaén, 2016.
- Exaltación Poética a Santa Teresa de Jesús. Almería, 2016.
- Ponencia XVI Encuentro de Hermandades de la Entrada de Jesús en Jerusalén. Jaén, 2017.
- Pregón Vigilia Diocesana de Espigas. Porcuna (Jaén), 2017.
- Acto Literario-Artístico "Entre el Tiempo y la Esperanza". Úbeda, 2018.
- Pregón Romería Virgen de la Cabeza. Mengíbar (Jaén), 2019.
- Pregón "Madrugada" (Jesús Nazareno, "El Abuelo"). Jaén, 2020.
- Acto Ochenta Aniversario Diario JAÉN. Jaén, 2021.
- Acto Acción de Gracias Virgen de Guadalupe, Patrona de Úbeda. Úbeda, 2021.
- Pregón del tiempo de Gloria. "Oración, fervor y gloria". Jaén, 2024.
- Pregón de Glorias a la Virgen del Carmen. Úbeda, 2025.